# Никола Желявски
Никола Петров Желявски е български офицер (генерал-лейтенант), командир на 1-ва пехотна дивизия през Междусъюзническата война (1913), началник на тиловото управление на 3-та армия и на 3-та дивизионна област през Първата световна война (1915 – 1918).

## Биография
Никола Желявски е роден на 23 април 1859 г. в София. Син е на Пешо Тодоров – Желявеца, търговец от Желява, който се установява в София и е сред ръководителите на българската община в града - избиран е за член на меджлисите, член е на Следствената комисия по Арабаконашкия обир, довел до обесването на Васил Левски (1873), заточен е в Диарбекир през 1875-1878 година. По-голям брат на Никола Желявски е общественикът Тодораки Пешов.
След Освобождението, постъпва в първя набор на Българската земска войска – 3-та пехотна радомирска дружина (1878). В края на 1878 година постъпва във Военното училище в София и през 1879 година завършва с първия випуск. Като подпоручик е зачислен в 3-та пехотна радомирска дружина, по-късно служи и в 5-а пехотна дружина. На 30 август 1882 година е произведен в чин поручик а на 30 август 1885 г. в чин капитан. На 11 септември 1885 г. е назначен за командир на 4-та дружина от 1-ви пехотен софийски полк.

### Сръбско-българска война (1885)
По време на Сръбско-българската война (1885) е командир на 4-та дружина от 1-ви пехотен софийски полк, с която участва в боевете при Сливница, Алдомировци, Гълъбовци, Гургулят, Брезник, Бански дол, Суково, нощното дело при Смърдан, Пирот и Растница. Под Гургулят и Брезник е назначен за началник на резерва и същевременно подкрепя боевата линия. Под Бански дол и Суково командва авангарда на колоната на майор Попов.
На 23 април 1887 г. е произведен в чин майор, през 1892 г. в чин подполковник и през 1896 г. в чин полковник. Служи във 2-ри пехотен полк. През 1903 г. поема командването на 14-и пехотен македонски полк, а след това на 1-ва бригада от 1-ва пехотна дивизия (1909 – 1912).

### Балкански войни (1912 – 1913)
По време на Балканската война (1912 – 1913) е командир на 1-ва бригада на 1-ва пехотна софийска дивизия, която в състава на 1-ва армия се сражава на Тракийския военен театър. През на Междусъюзническата война (1913) е началник на 1-ва пехотна софийска дивизия (юни 1913), с която воюва срещу сърбите. На 2 август 1913 г. е повишен в чин генерал-майор.

### Първа световна война (1915 – 1918)
В Първата световна война (1915 – 1918) е началник на тиловото управление на 3-та българска армия (1915) и началник на 3-та дивизионна област (1917 – 1918). След това е генерал за поръчки и от 1 ноември 1918 г. преминава в запаса, повишен в чин генерал-лейтенант.
Генерал-лейтенант Никола Желявски умира на 24 май 1926 г. в София.

## Семейство
Никола Желявски е женен и има 4 деца. Синът му Петър е офицер от Балканските (1912 – 1913) и Първата световна война (1915 – 1918), като достига до звание подполковник. Брат е на първия избран кмет на София Тодораки Пешов.

## Военни звания
- Прапоршчик (10 май 1879)
- Подпоручик (1 ноември 1879, преименуван)
- Поручик (30 август 1882)
- Капитан (30 август 1885)
- Майор (23 април 1887)
- Подполковник (1892)
- Полковник (1896)
- Генерал-майор (2 август 1913)
- Генерал-лейтенант (31 октомври 1918)

## Награди
- Орден „За храброст“ III и IV степен, 2-ри клас
- Орден „Свети Александър“ III степен с мечове по средата, IV и V степен без мечове
- Орден „За военна заслуга“
- Орден „За заслуга“ на обикновена лента
- Османски медал „За бойни заслуги“, 12 декември 1916[2]